# Pravo u 1640.
◄◄ | ◄ | 1637. | 1638. | 1639. | 1640.  | 1641. | 1642. | 1643. | ► | ►►
Arhitektura • Astronomija • Glazba • Kazalište • Kiparstvo • Knjige • Književnost • Kršćanstvo • Medicina • Politika • Pravo • Promet • Slikarstvo • Znanost
Pravo u 1640.

## Hrvatska i u Hrvata

### Događaji
- Trsatski statut

## Vanjske poveznice
|  | Zajednički poslužitelj ima još gradiva o temi Pravo |